# اسکات بارون (تنیس‌باز)
اسکات بارون (انگلیسی: Scott Barron؛ زاده ۲۷ اوت ۱۹۷۴) یک تنیس‌باز اهل ایرلند است.